# 109P/Swift-Tuttle
Kometa Swift-Tuttle (označovaná 109P/Swift–Tuttle) je periodická kometa s dobou oběhu 133 let. Patří mezi krátkoperiodické komety, konkrétně do Halleyovy rodiny komet (komety s dobou oběhu mezi 20 a 200 lety). Byla v roce 1862 objevena nezávisle dvěma americkými astronomy: Lewisem Swiftem (6. července) a Horacem Parnellem Tuttlem (19. července). Má velmi přesně určenou dobu oběhu a její kometární jádro má průměr 26 km.
Kometa je mateřským tělesem meteorického roje Perseidy, který je činný od 17. července do 24. srpna, přičemž maximum roje přichází mezi 11. a 13. srpnem.

Animace oběhu komety Swift-Tuttle Slunce      Země      Jupiter Saturn      Uran      kometa Swift–Tuttle